# Вестфали, Феличита фон
Феличита фон Вестфали (нем. Felicita von Vestvali; урожденная Анна Мария Штегеман (нем. Anna Marie Stegemann); 23 февраля 1831, Штеттин — 3 апреля 1880, Варшава) — оперная певица и театральная актриса

; почётный член Королевской академии художеств.
В Северной Америке она была известна как «Великолепная Вествали», её восхваляли Авраам Линкольн и Наполеон III. Публика восхищались её красотой и контральто, а также её независимостью от привычной покорной женственности того времени. Она была самопровозглашенной «мужненавистницей» («Männerfeindin») и стала известна своими связями с феминистским движением, зарождающимся движением за права геев, а также с движениями за расовую и религиозную эмансипацию.

## Биография
Её происхождение так до конца и не выяснено. Согласно Людвигу Айзенбергу, Вествали происходила из старинного дворянского рода. Несмотря на свой итальянский сценический псевдоним, Вествали родилась в германском городе Штеттине (ныне Щецин, Польша), как Анна-Мария Штегеманн. Её отец, высокопоставленный государственный служащий, принял имя «Штегеманн» по политическим причинам, а её мать была баронессой фон Хюнефельд. Утверждалось, что её отца звали графом Павловским, и она родилась в Берлине в 1841 году. Согласно другому источнику, ее отец принадлежал к польскому дворянскому роду Вестфаловичей и называет местом её рождения город Варшаву. Другие указывают, что она родилась в 1834 году как дочь высокопоставленного австрийского чиновника в Кракове.

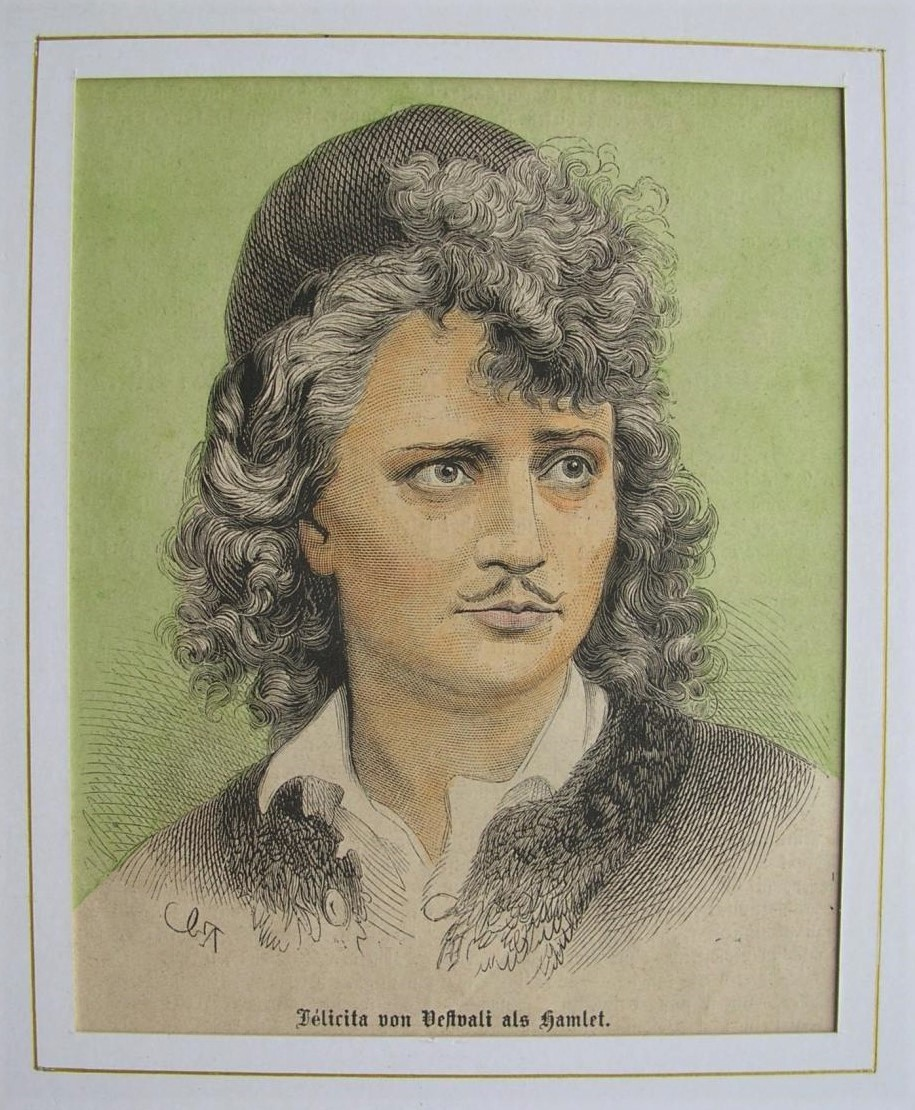
Феличита фон Вестфали
в роли Гамлета (1873)

Семья Вестфали отказала ей в театральном обучении, поэтому в 1846 году в возрасте 15 лет она сбежала из дома в одежде мальчика и присоединилась к импресарио Вильгельму Броккельману и его театральной труппе в Лейпциге. С труппой Брекельмана Вестфали совершила долгий тур по различным городским театрам северной Германии. Вернувшись в Лейпциг, её игру увидела актриса Вильгельмина Шрёдер-Девриент и приняла в ученицы. При её поддержке Вестфали смогла дебютировать там в «Altes Theater» в роли Агаты в опере «Вольный стрелок» Карла Марии фон Вебера, написанной на либретто Иоганна Фридриха Кинда по одноименной новелле Иоганна Августа Апеля и Фридриха Лауна.
После непродолжительного выступления в качестве гостя в Ганноверском оперном театре Феличита фон Весфвали уехала во Францию в Парижскую консерваторию. Затем последовал сольный концертный тур. Зимой 1855—1856 года она училась у цыган во Флоренции и у Джузеппе Саверио Рафаэле Меркаданте в Неаполе. В это время она взяла сценический псевдоним Фелисита Вестфали и спела в Ла Скала в своей первой мужской роли Ромео.

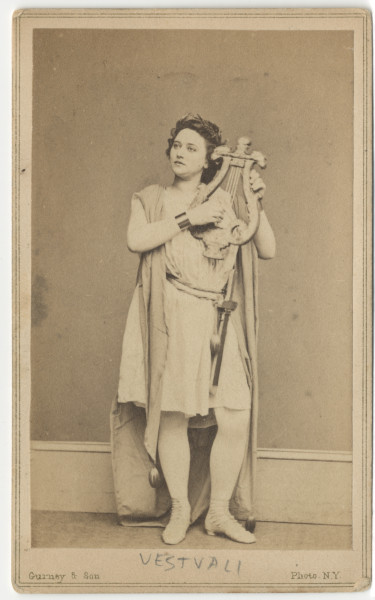
Феличита фон Весфвали
(Нью-Йорк; 1880 год)

За этим последовали успешные выступления в Париже, Лондоне, Нью-Йорке и Мехико. После этого она запланировала долгие каникулы в Италии, но французский император Наполеон III вернул её в Парижскую оперу. Он был настолько очарован ею, что подарил фон Весфвали шикарные серебряные доспехю для ее выступления в роли Ромео в «Ромео и Джульетте» Винченцо Беллини. Аудитория встречала её выступления с огромным энтузиазмом, а критики сравнивали её с Марией Малибран, Вильгельминой Шрёдер-Девриент и Элизой Рашель.
С французской оперной труппой она совершила турне по Франции, Бельгии и Голландии, а в 1862 году последовали гастроли в Нью-Йорке, где она выступала вместе с Чарльзом Кином. В Соединенных Штатах Вествали была стала первой женщиной-актрисой сыгравшей роль Гамлета. С этого времени её также называли «женщиной Кин». Карл Гуцков предложил её в предисловии к своей пьесе «Ричард Сэвидж» в качестве кандидата на главную роль.
После плохих отзывов о её появлении в опере Кристофа Виллибальда Глюка «Орфей и Эвридика» в Сан-Франциско в 1865 году, Вестфали переключилась с оперного театра на говорящие роли. Она вернулась в Европу и снова добилась успеха. Она играла Ромео, Гамлета и Петруччио в драмах Уильяма Шекспира. Эти роли она сыграла в 1867 году в лондонском театре Лицеум на английском языке. Её представление посетила сама Королева Виктория, после чего Королевская академия художеств сделала Вестфали своим почётным членом.
Весной 1868 года Вестфали выступал в Гамбурге и Любеке. После этого она отправилась в двухлетний тур по Европе. Когда франко-прусская война закончилась, она уже крайне редко выступала в театрах и вскоре совсем покинула сцену.
Последние годы своей жизни она провела в курортном городке Бад-Вормбрунне (ныне Цеплице-Слёнске-Здруй, Польша). Во время визита к друзьям в Варшаву она заболела и скоропостижно скончалась 3 апреля 1880 года, на 50-м году жизни.